# Carl Auer von Welsbach

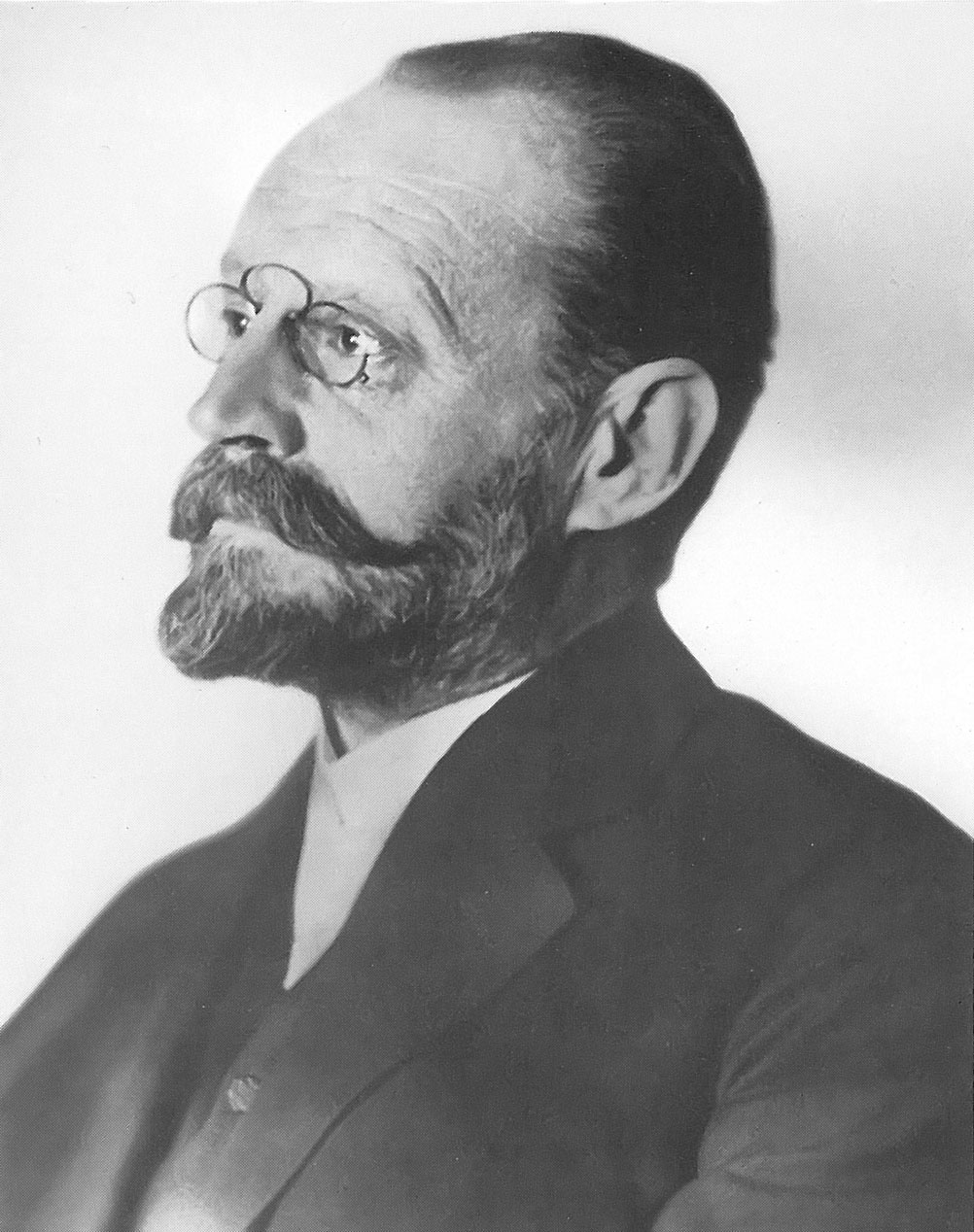
Carl Auer van Welsbach

Carl Freiherr Auer von Welsbach (Wenen, 1 september 1858 – Mölbling (Karinthië), 4 augustus 1929) was een Oostenrijks wetenschapper en uitvinder. Hij had niet alleen talent voor nieuwe ontdekking maar zette deze ook om in commercieel succesvolle producten. Hij is voornamelijk bekend van zijn werk met zeldzame aarden, die leidde tot de ontwikkeling van vuursteentjes in moderne aanstekers, de gloeikousjes in gaslampen en de eerste elektrische gloeilamp (osmiumlamp) met metalen filament.

## Biografie
Auer was de zoon van Therese en Alois Ritter Auer von Welsbach, directeur van de Oostenrijkse staatsdrukkerij ten tijde van de Oostenrijk-Hongarije monarchie. Carl ging naar het middelbaar onderwijs in Mariahilf en Josefstadt, waarna hij in het leger diende als tweede luitenant.
In 1878 betrad hij de universiteit van Wenen, waar hij wiskunde, scheikunde, technische natuurkunde en thermodynamica studeerde. Twee jaar later ging hij naar de universiteit van Heidelberg waar hij zijn studie vervolgde onder leiding van Robert Bunsen. Hij ontving zijn doctoraat in 1882 en keerde terug naar Wenen om als onbetaald assistent te werken in het laboratorium van Adolf Lieben. Hier werkte hij aan chemische scheidingsmethodes om zeldzame-aardelementen (lanthaniden) te isoleren voor onderzoek.

## Carrière
Rond 1885 gebruikte hij een zelfontwikkelde methode om didymium voor de eerste keer te scheiden. Dit "element" was reeds in 1840 door Carl Gustaf Mosander geïsoleerd, maar Auer toonde via fractionatie aan dat deze stof uit twee verschillend gekleurde versies bestond die hij praseodymia (groene tweeling) en neodymia (roze tweeling) noemde. Deze elementen staan nu bekend als praseodymium en neodymium.

### Gloeikousje
Later dat jaar verkreeg hij een octrooi voor de ontwikkeling van het gaskousje, dat hij Auer Glühstrumpf noemde. Deze bestond uit "Actinophor", een chemisch mengsel van 60% magnesiumoxide, 20% lanthaniumoxide en 20% yttriumoxide. Om het kousje te maken impregneerde hij schietkatoen met het Actinophor-mengsel. Vervolgens verbrandde hij het katoen weg waardoor het vaste (maar fragiele) mengsel overbleef, dat bij verhitting door een gasvlam zeer helder opgloeit. De eerste kousjes, die een groengetint licht gaven, waren niet erg succesvol en zijn eerste bedrijf, opgericht voor de verkoop ervan, ging dan ook failliet.
In 1890 introduceerde hij een nieuwe uitvoering van het gaskousje gebaseerd op een mengsel van 99% thorium(IV)oxide en 1% cerium(IV)oxide, dat hij ontwikkelde in samenwerking met zijn collega Dr. Haittinger. Het resultaat was niet alleen robuuster maar gaf ook een witter licht af. Dit ontwerp werd wel een succes en zijn uitvinding werd wijdverspreid gebruikt in Europa.

### Osmiumlamp
Vervolgens begon hij te werken met osmium, een zeer moeilijk te verwerken metaal. Maar Auer ontwikkelde een nieuwe methode; een mengsel van osmiumoxide met rubber of suiker werd als een taaie brij door een klein gaatje geperst. Door daarna de pasta weg te branden bleef er een dunne draad van osmium over. Hoewel oorspronkelijk bedoeld om gebruikt te worden als nieuw gloeikousje, kwamen rond dezelfde periode ook de elektrische lampen beschikbaar op de markt die de gaslampen begonnen te verdringen.
Hij begon met experimenten om te onderzoeken of zijn osmiumdraad als filament gebruikt kon worden ter vervanging van de elektrische booglamp. Hij werkte eraan totdat hij in 1898 uiteindelijk een werkbare techniek had ontwikkeld. Na de oprichting van een nieuwe fabriek voor de productie van Auer-Oslicht, werd dit in 1902 commercieel geïntroduceerd. Zijn metaalgloeidraad was een grote verbetering ten opzichte van de kooldraadlampen: hij had een langere levensduur en gebruikte voor hetzelfde licht maar de helft van de stroom. Een nadeel was dat de lampen verticaal moesten branden door het uitzakken van de slecht ondersteunde gloeidraad. Het zou een tijdelijk succes voor Auer opleveren, omdat de toekomst lag bij gloeilampen met wolfraam. In 1920 ontving hij de Siemens-Ring als eerbetoon voor zijn bijdragen in de kunstmatige verlichting.

### Vuursteen
Succesvoller was hij met de uitvinding in 1903 van het Auermetaal, een cerium-ijzerlegering met pyroforische eigenschappen. Deze legering van 70% cerium en 30% ijzer geeft vonken af wanneer erover gestreken of gekrast wordt. Deze vuursteentjes zouden op grote schaal gebruikt worden in sigaretaanstekers. In 1907 formeerde hij Treibacher Chemischen Werke voor de fabricage en verkoop van zijn uitvinding.
De rest van zijn leven besteedde hij aan 'zuivere' scheikunde en publiceerde hij een aantal werken over scheikundige scheidingen en spectroscopie. Zo isoleerde hij – onafhankelijk van Georges Urbain – de elementen ytterbium (1906) en lutetium (1907) en verkreeg hij cerium en thorium in zuivere toestand. Hij presenteerde in 1922 een belangrijk schrijven over zijn werk met betrekking tot de scheiding van radioactieve elementen.

## Privé
In 1899 huwde hij Marie Nimpfer, met wie hij vier kinderen kreeg. In 1901 werd hij door de Oostenrijkse keizer Frans Jozef I in de adelstand verheven en mocht zich Freiherr (Baron) von Welsbach noemen.
- Bibliothèque nationale de France: cb15545910j (data)
- Gemeinsame Normdatei: 118651013
- International Standard Name Identifier: 0000 0000 5535 3488
- Library of Congress Control Number: no2011159204
- Nationale Bibliotheek van Tsjechië: ola2002150201
- Nationale Bibliotheek van Israël: 987007446686305171
- Nationale Bibliotheek van Polen: a0000003204359
- SNAC: w67x90n7
- Virtual International Authority File: 57408300
- WorldCat: E39PBJdWVDFccbfcfHX94vyyBP